# Joseph Fritsch
Pour les articles homonymes, voir Fritsch.
Joseph Fritsch, né le 28 mai 1998 à Quimper en France, est un coureur cycliste handisport français.

## Biographie

### Jeunesse
Joseph Fritsch naît le 28 mai 1998 à Quimper, dans le département français du Finistère. Il naît avec un spina bifida avec une agénésie des membres inférieurs, il commence le paracyclisme à 7 ans.

### Carrière sportive
Joseph Fritsch remporte en 2021 sa première médaille continentale avec l'or en course en ligne MH4 lors des  championnats d'Europe de Peuerbach, un titre qu'il conserve l'année suivante.
Aux  championnats du monde de paracyclisme sur route 2023 à Glasgow, il remporte la médaille d'or en relais mixte et la médaille de bronze du contre-la-montre MH4. La même année, il est champion d'Europe du relais mixte à Rotterdam et médaillé d'argent de la course en ligne MH4.
Aux Jeux paralympiques de 2024 à Paris, il remporte la médaille d'or en relais par équipes dans la catégorie H1-5 avec Florian Jouanny et Mathieu Bosredon le 7 septembre.

## Palmarès

### Jeux paralympiques
- Jeux paralympiques d'été de 2024 à Paris,  France
  -  Médaille d'or du relais par équipes mixtes H1-5

### Championnats du monde
- Championnats du monde de paracyclisme sur route 2023 à Glasgow,  Écosse
  -  Médaille d'or du relais mixte
  -  Médaille de bronze du contre-la-montre MH4
- Championnats du monde de paracyclisme sur route 2024 à Zurich,  Suisse
  -  Médaille d'or du relais mixte
  -  Médaille d'or de la course en ligne MH4
  -  Médaille de bronze du contre-la-montre MH4

### Championnats d'Europe
- Championnats d'Europe de paracyclisme sur route 2021 à Peuerbach,  Autriche
  -  Médaille d'or de la course en ligne MH4
- Championnats d'Europe de paracyclisme sur route 2022 à Peuerbach,  Autriche
  -  Médaille d'or de la course en ligne MH4
- Championnats d'Europe de paracyclisme sur route 2023 à Rotterdam,  Pays-Bas
  -  Médaille d'or du relais mixte
  -  Médaille d'argent de la course en ligne MH4

## Distinctions

### Décorations
Chevalier de la Légion d'honneur (décret du 23 septembre 2024)